# Benoît Despas
Benoît Despas (België, 3 mei 1963) is een Belgische stripscenarist. 

## Carrière
Despas begon als scenarist in de stripbladen Kuifje en Hello Bédé.
In 1994 verzorgde Despas de scenario's voor de stripreeks Baudouin, die door Francine Coppens getekend werd. In 1999 en 2006 schreef de scenario's voor de reeks Guy Gilbert over de priester Guy Gilbert, die werkte onder de verlaten jeugd van Parijs; het album werd door Jean-Marc Kulawik getekend.
In 2000 maakte Despas samen met Erwin Drèze het album Het geheim van Maedsous, dat diende als (historische) gids en schattenjacht voor de Abdij van Maredsous. In hetzelfde jaar maakten zij het album Miracle à Maredsous.
In 2002 was hij de scenarist van het album Auriac over het leven van Jezus, dat door Marco Venanzi en Alain Sikorski getekend werd. In 2003 kreeg dit album de internationale prijs voor Christelijke Stripverhalen in Angoulême en van beste buitenlandse album in Sobreda in Portugal.
Tussen 2004 en 2008 schreef Despas de scenario's voor de drie albums in de nieuwe avonturen van Jimmy van Doren, die getekend werden door Daniël Desorgher. Het eerste album hiervan schreef hij samen met Stephen Desberg.
In 2008 schreef Despas de teksten voor het album De tempeliers in de educatieve stripreeks De reizen van Tristan.
In 2009 verzorgde Despas het scenario voor het album Le diable noir naar de roman van Alexandre Dumas, waarbij de tekeningen werden verzorgd door José Pires.
In 2012 schreef Despas de teksten voor het toeristische album Les Trésors de Cannes, dat getekend werd door Francis Carin en David Caryn. Despas heeft meerdere albums uit deze schattenreeks op zijn naam staan.
- Bibliothèque nationale de France: cb14612353v (data)
- International Standard Name Identifier: 0000 0000 0925 6644
- Système universitaire de documentation: 106948180
- Virtual International Authority File: 17475760